# Saperda quercus
Saperda quercus es una especie de escarabajo longicornio del género Saperda, subfamilia Lamiinae. Fue descrita científicamente por Charpentier en 1825.
Se distribuye por Bosnia y Herzegovina, Bulgaria, Croacia, Grecia, Hungría, Rumania, Turquía y Yugoslavia. Mide 13-17 milímetros de longitud. El período de vuelo ocurre en los meses de abril, mayo y junio.